# Zaleptus rufipes
Zaleptus rufipes is een hooiwagen uit de familie Sclerosomatidae.